# 新里町野
新里町野（にいさとちょうの）は、群馬県桐生市の町名である。郵便番号は376-0122。

## 概要

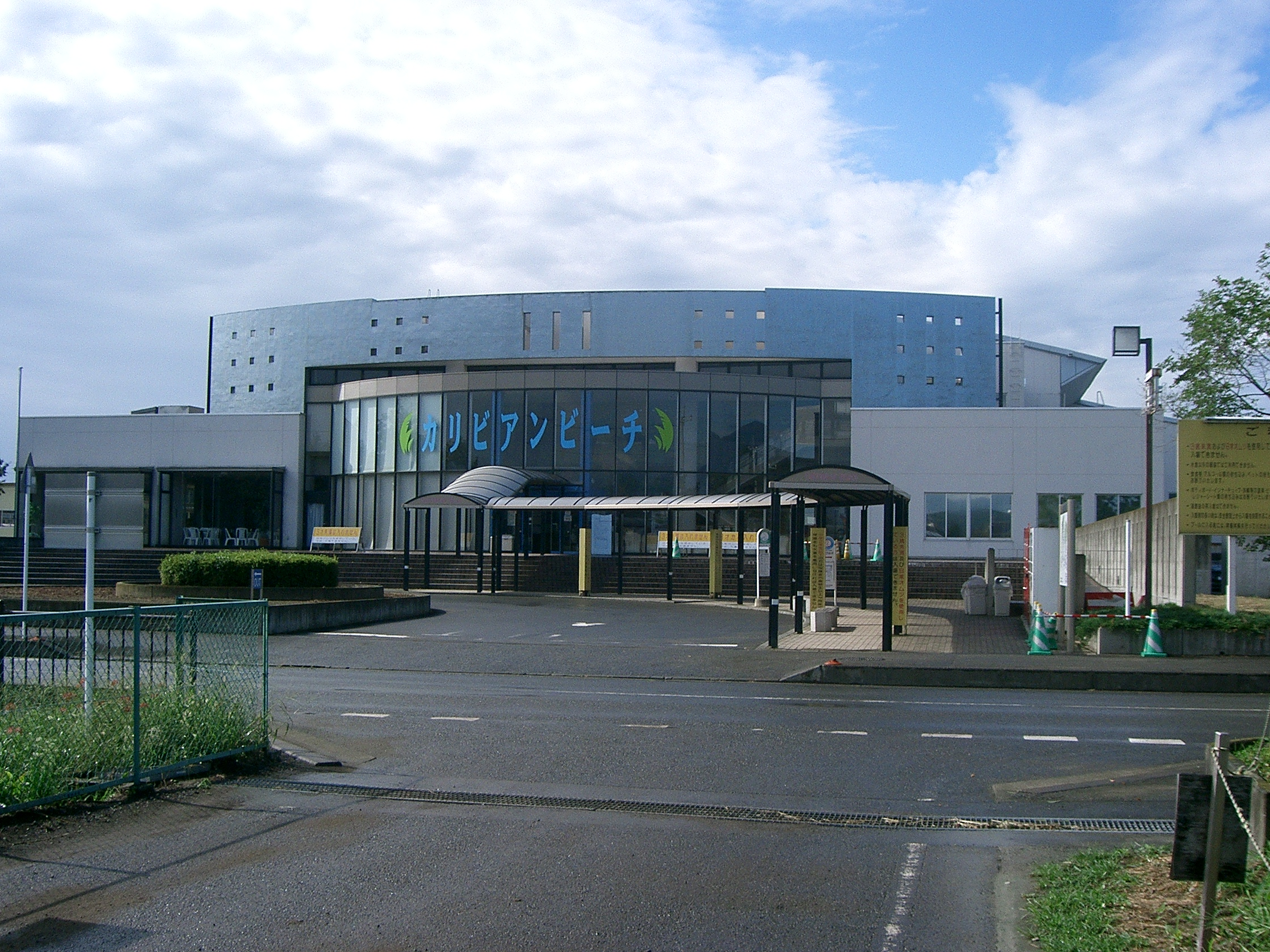
カリビアンビーチ

市の西部、新里町地域の南部に位置する。旧新里村の野にあたり、下鶴ケ谷・山上・小林・武井とともに「第20区」に属する。
東北部は新里町新川に、東部は伊勢崎市香林町に、南部は伊勢崎市野町に、西南部は伊勢崎市磯町に、西部は伊勢崎市西野町に、西北部は新里町小林に、北部は新里町武井にそれぞれ接する。
西部には桐生市清掃センター並びに近県からの来客もある市営プール「カリビアンビーチ」があり、東部には県指定天然記念物となっている野の大クスノキがある。

## 世帯数と人口
2022年（令和4年）1月31日現在の世帯数と人口は以下の通りである。
| 町丁     | 世帯数  | 人口  |
| -------- | ------- | ----- |
| 新里町野 | 179世帯 | 427人 |

## 小・中学校の学区
市立小・中学校に通う場合、学区は以下の通りとなる。
| 番地 | 小学校                 | 中学校             |
| ---- | ---------------------- | ------------------ |
| 全域 | 桐生市立新里中央小学校 | 桐生市立新里中学校 |

## 交通

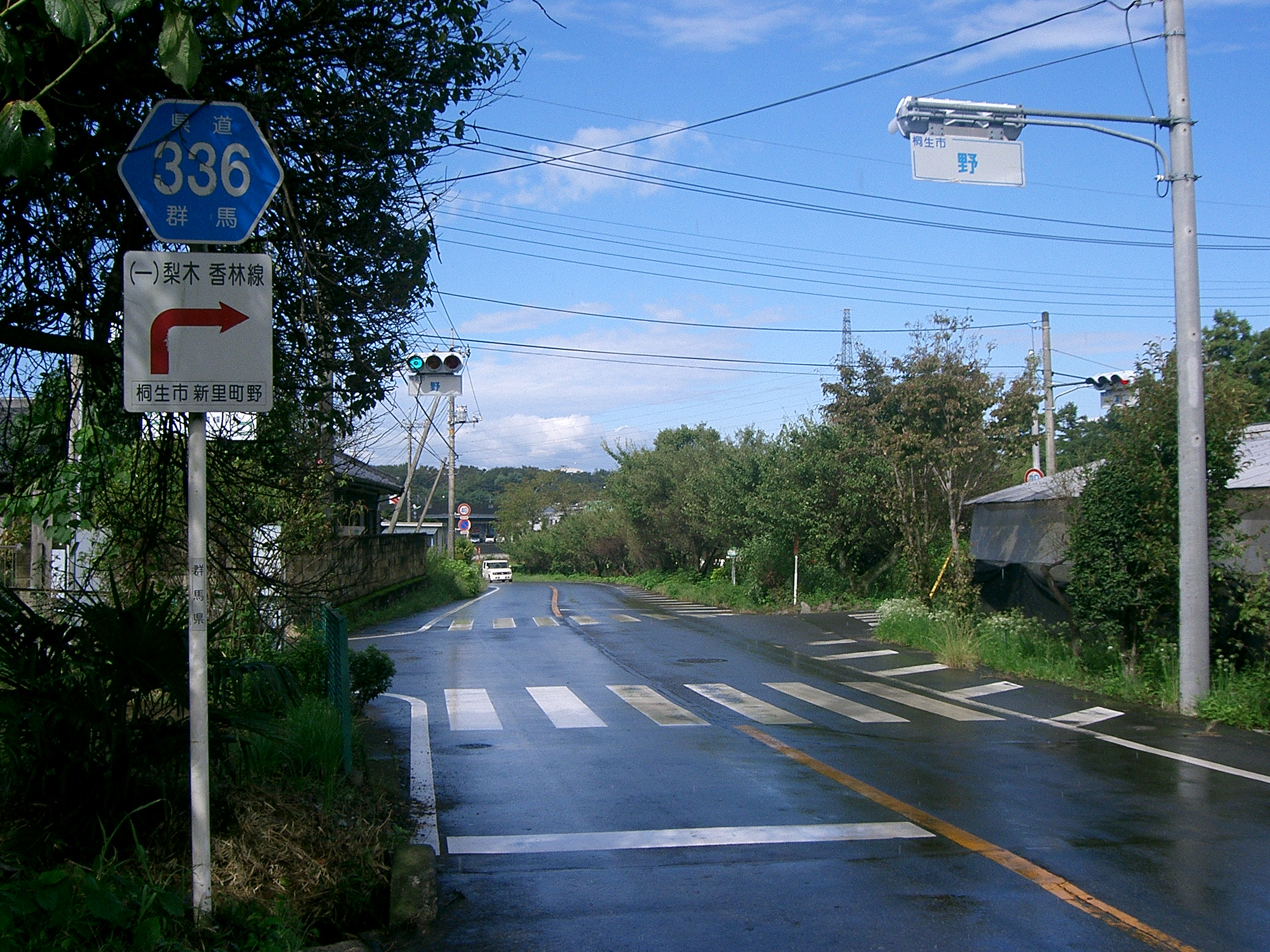
桐生市新里町野交差点にて西を望む

### 鉄道
町内に鉄道駅はない。

### 道路
地域の北部に群馬県道352号笠懸赤堀今井線と群馬県道336号梨木香林線が通じている。

## 施設
- 桐生市新里温水プール カリビアンビーチ
- 桐生市清掃センター
- 野の大クスノキ
- 塩釜神社
- 新里デイサービスセンター

## 避難所
- 新里福祉センター （洪水災害、土砂災害、大規模火災、内水氾濫の緊急避難場所）[6]